# ديفيد ليم كيم سان
ديفيد ليم كيم سان (بالإنجليزية: David Lim Kim San)‏ هو موزع سنغافوري، ولد في 7 مايو 1933.